# Saison 2014 de la WTA
Cet article traite de la saison 2014 féminine. Pour la saison 2014 masculine, voir Saison 2014 de l'ATP.
Pour un article plus général, voir 2014 en tennis.
Vainqueurs des tournois majeurs
Cette page rassemble les résultats de la saison 2014 de tennis féminin ou WTA Tour 2014 qui est constituée de 63 tournois répartis de la façon suivante :
- 59 sont organisés par la WTA :
  - les tournois WTA Premier : 4 Premier Mandatory (PREMIER*), 5 tournois Premier 5 et 12 tournois Premier ;
  - les tournois WTA International, au nombre de 31 ;
  - les tournois WTA 125, au nombre de 5 ;
  - le Masters ou WTA Tour Finals qui réunit les huit meilleures joueuses au classement WTA en fin de saison ;
  - le tournoi international des championnes qui regroupe les huit meilleures joueuses non qualifiées pour le Masters et ayant remporté au moins un tournoi de catégorie International.
- les 4 tournois du Grand Chelem.

À ces compétitions individuelles s'ajoutent 2 compétitions par équipes nationales organisées par l'ITF :
la Fed Cup et la Hopman Cup (compétition mixte qui n'attribue pas de points WTA).

## Nouveautés 2014
- Deux tournois disparaissent formellement du calendrier sans être remplacés. Il s'agit du Classic de San Diego et des Internationaux de Palerme.
- Si la version masculine du Tournoi de Memphis est seulement rétrogradée, le tableau féminin disparaît et est remplacé par l'Open de Rio de Janeiro en février sur terre battue.
- Disputé pour la dernière fois en 1993, le Tournoi de Hong Kong fait son retour dans le calendrier. Il se joue en septembre sur dur.
- Un nouveau tournoi Premier 5 est ajouté en septembre. Il se joue à Wuhan, en Chine, et prend ainsi la place laissée libre dans le calendrier par la rétrogradation et le déplacement de l'Open de Tokyo une semaine plus tôt.
- L'Open du Mexique se joue non plus sur terre battue mais sur dur.
- L'Open de Katowice passe lui aussi de la terre battue au dur mais se joue toujours en indoor.
- Le Tournoi de Bogota et l'Open de Malaisie sont décalés de février à avril.
- Créé en 2011, l'Open de Bruxelles est rétrogradé en catégorie International au profit du Classic de Birmingham, qui lui passe en catégorie Premier. Le tournoi belge est finalement retiré du calendrier. Ses dates sont récupérées par le tournoi WTA de Nuremberg, qui devait normalement avoir lieu après Roland-Garros.
- Le Grand Prix de Budapest est remplacé par l'Open de Bucarest
- Un nouveau tournoi International est ajouté en octobre à Tianjin
- Après trois années consécutives à Istanbul, les Masters de tennis féminin se jouent désormais à Singapour, et ce pour les quatre prochaines années. Le tournoi accueille aussi pour la première fois les huit meilleures équipes de double de la saison, contre 4 jusqu'alors.
- À la suite de la délocalisation du Masters, l'Open d'Istanbul fait sa réapparition dans le calendrier.
- Dans la catégorie des tournois WTA 125, le Tournoi de Cali est supprimé. L'Open de Limoges le remplace en toute fin de saison.

## Palmarès

### Simple
| No | Date       | Nom et lieu du tournoi                                 | Catégorie | Dotation     | Surface         | Vainqueure           | Finaliste            | Score           |         |
| -- | ---------- | ------------------------------------------------------ | --------- | ------------ | --------------- | -------------------- | -------------------- | --------------- | ------- |
| 1  | 29/12/2013 | Brisbane International, Brisbane                       | Premier   | 1 000 000 $  | Dur (ext.)      | Serena Williams      | Victoria Azarenka    | 6-4, 7-5        | Tableau |
| 2  | 30/12/2013 | ASB Classic, Auckland                                  | Intern'l  | 250 000 $    | Dur (ext.)      | Ana Ivanović         | Venus Williams       | 6-2, 5-7, 6-4   | Tableau |
| 3  | 30/12/2013 | Shenzhen Open, Shenzhen                                | Intern'l  | 500 000 $    | Dur (ext.)      | Li Na                | Peng Shuai           | 6-4, 7-5        | Tableau |
| 4  | 05/01/2014 | Apia International Sydney, Sydney                      | Premier   | 710 000 $    | Dur (ext.)      | Tsvetana Pironkova   | Angelique Kerber     | 6-4, 6-4        | Tableau |
| 5  | 05/01/2014 | Hobart International, Hobart                           | Intern'l  | 250 000 $    | Dur (ext.)      | Garbiñe Muguruza     | Klára Zakopalová     | 6-4, 6-0        | Tableau |
| 6  | 13/01/2014 | Australian Open, Melbourne                             | G. Chelem | 13 615 654 $ | Dur (ext.)      | Li Na                | Dominika Cibulková   | 7-63, 6-0       | Tableau |
| 7  | 27/01/2014 | Open GDF Suez, Paris                                   | Premier   | 710 000 $    | Dur (int.)      | A. Pavlyuchenkova    | Sara Errani          | 3-6, 6-2, 6-3   | Tableau |
| 8  | 27/01/2014 | PTT Pattaya Open, Pattaya                              | Intern'l  | 250 000 $    | Dur (ext.)      | Ekaterina Makarova   | Karolína Plíšková    | 6-3, 7-67       | Tableau |
| 9  | 10/02/2014 | Qatar Total Open 2014, Doha                            | Premier 5 | 2 440 070 $  | Dur (ext.)      | Simona Halep         | Angelique Kerber     | 6-2, 6-3        | Tableau |
| 10 | 17/02/2014 | Duty Free Tennis Championships, Dubaï                  | Premier   | 2 000 000 $  | Dur (ext.)      | Venus Williams       | Alizé Cornet         | 6-3, 6-0        | Tableau |
| 11 | 17/02/2014 | Rio Open by Claro hdtv, Rio de Janeiro                 | Intern'l  | 250 000 $    | Terre (ext.)    | Kurumi Nara          | Klára Zakopalová     | 6-1, 4-6, 6-1   | Tableau |
| 12 | 24/02/2014 | Abierto Mexicano Telcel, Acapulco                      | Intern'l  | 250 000 $    | Dur (ext.)      | Dominika Cibulková   | Christina McHale     | 7-63, 4-6, 6-4  | Tableau |
| 13 | 24/02/2014 | Brasil Tennis Cup, Florianópolis                       | Intern'l  | 250 000 $    | Dur (ext.)      | Klára Zakopalová     | Garbiñe Muguruza     | 4-6, 7-5, 6-0   | Tableau |
| 14 | 03/03/2014 | BNP Paribas Open, Indian Wells                         | PREMIER*  | 5 946 740 $  | Dur (ext.)      | Flavia Pennetta      | Agnieszka Radwańska  | 6-2, 6-1        | Tableau |
| 15 | 17/03/2014 | Sony Open Tennis, Miami                                | PREMIER*  | 5 427 105 $  | Dur (ext.)      | Serena Williams      | Li Na                | 7-5, 6-1        | Tableau |
| 16 | 31/03/2014 | Family Circle Cup, Charleston                          | Premier   | 710 000 $    | Terre (ext.)    | Andrea Petkovic      | Jana Čepelová        | 7-5, 6-2        | Tableau |
| 17 | 31/03/2014 | Monterrey Open, Monterrey                              | Intern'l  | 500 000 $    | Dur (ext.)      | Ana Ivanović         | Jovana Jakšić        | 6-2, 6-1        | Tableau |
| 18 | 07/04/2014 | BNP Paribas Katowice Open, Katowice                    | Intern'l  | 250 000 $    | Dur (int.)      | Alizé Cornet         | Camila Giorgi        | 7-63, 5-7, 7-5  | Tableau |
| 19 | 07/04/2014 | Claro Open Colsanitas, Bogota                          | Intern'l  | 250 000 $    | Terre (ext.)    | Caroline Garcia      | Jelena Janković      | 6-3, 6-4        | Tableau |
| 20 | 14/04/2014 | BMW Malaysian Open, Kuala Lumpur                       | Intern'l  | 250 000 $    | Dur (ext.)      | Donna Vekić          | Dominika Cibulková   | 5-7, 7-5, 7-64  | Tableau |
| 21 | 21/04/2014 | Porsche Tennis Grand Prix, Stuttgart                   | Premier   | 710 000 $    | Terre (int.)    | Maria Sharapova      | Ana Ivanović         | 3-6, 6-4, 6-1   | Tableau |
| 22 | 21/04/2014 | GP Princesse Lalla Meryem, Marrakech                   | Intern'l  | 250 000 $    | Terre (ext.)    | M. T. Torró Flor     | Romina Oprandi       | 6-3, 3-6, 6-3   | Tableau |
| 23 | 28/04/2014 | Portugal Open, Oeiras                                  | Intern'l  | 250 000 $    | Terre (ext.)    | Carla Suárez Navarro | Svetlana Kuznetsova  | 6-4, 3-6, 6-4   | Tableau |
| 24 | 05/05/2014 | Mutua Madrid Open, Madrid                              | PREMIER*  | 4 236 425 $  | Terre (ext.)    | Maria Sharapova      | Simona Halep         | 1-6, 6-2, 6-3   | Tableau |
| 25 | 12/05/2014 | Internazionali BNL d'Italia, Rome                      | Premier 5 | 2 628 800 $  | Terre (ext.)    | Serena Williams      | Sara Errani          | 6-3, 6-0        | Tableau |
| 26 | 19/05/2014 | Internationaux de Strasbourg, Strasbourg               | Intern'l  | 250 000 $    | Terre (ext.)    | Mónica Puig          | Sílvia Soler         | 6-4, 6-3        | Tableau |
| 27 | 19/05/2014 | Nürnberger Versicherungscup, Nuremberg                 | Intern'l  | 250 000 $    | Terre (ext.)    | Eugenie Bouchard     | Karolína Plíšková    | 6-2, 4-6, 6-3   | Tableau |
| 28 | 25/05/2014 | Roland-Garros, Paris                                   | G. Chelem | 15 598 998 $ | Terre (ext.)    | Maria Sharapova      | Simona Halep         | 6-4, 6-75, 6-4  | Tableau |
| 29 | 09/06/2014 | Aegon Classic, Birmingham                              | Premier   | 710 000 $    | Gazon (ext.)    | Ana Ivanović         | Barbora Z. Strýcová  | 6-3, 6-2        | Tableau |
| 30 | 16/06/2014 | AEGON International, Eastbourne                        | Premier   | 710 000 $    | Gazon (ext.)    | Madison Keys         | Angelique Kerber     | 6-3, 3-6, 7-5   | Tableau |
| 31 | 15/06/2014 | Topshelf Open, Bois-le-Duc                             | Intern'l  | 250 000 $    | Gazon (ext.)    | Coco Vandeweghe      | Zheng Jie            | 6-2, 6-4        | Tableau |
| 32 | 23/06/2014 | The Championships, Wimbledon                           | G. Chelem | 18 575 979 $ | Gazon (ext.)    | Petra Kvitová        | Eugenie Bouchard     | 6-3, 6-0        | Tableau |
| 33 | 07/07/2014 | BRD Bucharest Open, Bucarest                           | Intern'l  | 250 000 $    | Terre (ext.)    | Simona Halep         | Roberta Vinci        | 6-1, 6-3        | Tableau |
| 34 | 07/07/2014 | Nürnberger Gastein Ladies, Bad Gastein                 | Intern'l  | 250 000 $    | Terre (ext.)    | Andrea Petkovic      | Shelby Rogers        | 6-3, 6-3        | Tableau |
| 35 | 14/07/2014 | Collector Swedish Open, Båstad                         | Intern'l  | 250 000 $    | Terre (ext.)    | Mona Barthel         | Chanelle Scheepers   | 6-3, 7-63       | Tableau |
| 36 | 14/07/2014 | TEB BNP Paribas Istanbul Cup, Istanbul                 | Intern'l  | 250 000 $    | Dur (ext.)      | Caroline Wozniacki   | Roberta Vinci        | 6-1, 6-1        | Tableau |
| 37 | 21/07/2014 | Baku Cup, Bakou                                        | Intern'l  | 250 000 $    | Dur (ext.)      | Elina Svitolina      | Bojana Jovanovski    | 6-1, 7-62       | Tableau |
| 38 | 21/07/2014 | Zhonghong Jiangxi International Women's Open, Nanchang | WTA 125   | 125 000 $    | Dur (ext.)      | Peng Shuai           | Liu Fangzhou         | 6-2, 3-6, 6-3   | Tableau |
| 39 | 28/07/2014 | Bank of the West Classic, Stanford                     | Premier   | 710 000 $    | Dur (ext.)      | Serena Williams      | Angelique Kerber     | 7-61, 6-3       | Tableau |
| 40 | 28/07/2014 | Citi Open, Washington                                  | Intern'l  | 250 000 $    | Dur (ext.)      | Svetlana Kuznetsova  | Kurumi Nara          | 6-3, 4-6, 6-4   | Tableau |
| 41 | 04/08/2014 | Coupe Rogers, Montréal                                 | Premier 5 | 2 440 070 $  | Dur (ext.)      | Agnieszka Radwańska  | Venus Williams       | 6-4, 6-2        | Tableau |
| 42 | 11/08/2014 | Western & Southern Open, Cincinnati                    | Premier 5 | 2 567 000 $  | Dur (ext.)      | Serena Williams      | Ana Ivanović         | 6-4, 6-1        | Tableau |
| 43 | 18/08/2014 | Connecticut Open, New Haven                            | Premier   | 710 000 $    | Dur (ext.)      | Petra Kvitová        | Magdaléna Rybáriková | 6-4, 6-2        | Tableau |
| 44 | 25/08/2014 | US Open, Flushing Meadows                              | G. Chelem | 18 102 000 $ | Dur (ext.)      | Serena Williams      | Caroline Wozniacki   | 6-3, 6-3        | Tableau |
| 45 | 01/09/2014 | Huangcangyu WTA Suzhou Ladies Open, Suzhou             | WTA 125   | 125 000 $    | Dur (ext.)      | Anna-Lena Friedsam   | Duan Ying-Ying       | 6-1, 6-3        | Tableau |
| 46 | 08/09/2014 | Prudential Hong Kong Tennis Open, Hong Kong            | Intern'l  | 250 000 $    | Dur (ext.)      | Sabine Lisicki       | Karolína Plíšková    | 7-5, 6-3        | Tableau |
| 47 | 08/09/2014 | Tashkent Open, Tachkent                                | Intern'l  | 250 000 $    | Dur (ext.)      | Karin Knapp          | Bojana Jovanovski    | 6-2, 7-64       | Tableau |
| 48 | 08/09/2014 | Coupe Banque Nationale, Québec                         | Intern'l  | 250 000 $    | Moquette (int.) | Mirjana Lučić-Baroni | Venus Williams       | 6-4, 6-3        | Tableau |
| 49 | 15/09/2014 | Toray Pan Pacific Open, Tokyo                          | Premier   | 1 000 000 $  | Dur (ext.)      | Ana Ivanović         | Caroline Wozniacki   | 6-2, 7-62       | Tableau |
| 50 | 15/09/2014 | KIA Korea Open, Séoul                                  | Intern'l  | 500 000 $    | Dur (ext.)      | Karolína Plíšková    | Varvara Lepchenko    | 6-3, 6-75, 6-2  | Tableau |
| 51 | 15/09/2014 | International Women's Open, Guangzhou                  | Intern'l  | 500 000 $    | Dur (ext.)      | Monica Niculescu     | Alizé Cornet         | 6-4, 6-0        | Tableau |
| 52 | 21/09/2014 | Dongfeng Motor Wuhan Open, Wuhan                       | Premier 5 | 2 440 070 $  | Dur (ext.)      | Petra Kvitová        | Eugenie Bouchard     | 6-3, 6-4        | Tableau |
| 53 | 27/09/2014 | China Open, Pékin                                      | PREMIER*  | 5 427 105 $  | Dur (ext.)      | Maria Sharapova      | Petra Kvitová        | 6-4, 2-6, 6-3   | Tableau |
| 54 | 06/10/2014 | Generali Ladies, Linz                                  | Intern'l  | 250 000 $    | Dur (int.)      | Karolína Plíšková    | Camila Giorgi        | 6-74, 6-3, 7-64 | Tableau |
| 55 | 06/10/2014 | Japan Women's Open Tennis, Osaka                       | Intern'l  | 250 000 $    | Dur (ext.)      | Samantha Stosur      | Zarina Diyas         | 7-67, 6-3       | Tableau |
| 56 | 06/10/2014 | Tianjin Open, Tianjin                                  | Intern'l  | 250 000 $    | Dur (ext.)      | Alison Riske         | Belinda Bencic       | 6-3, 6-4        | Tableau |
| 57 | 13/10/2014 | Kremlin Cup by Bank of Moscow, Moscou                  | Premier   | 710 000 $    | Dur (int.)      | A. Pavlyuchenkova    | Irina-Camelia Begu   | 6-4, 5-7, 6-1   | Tableau |
| 58 | 13/10/2014 | BGL BNP Paribas Open, Luxembourg                       | Intern'l  | 250 000 $    | Dur (int.)      | Annika Beck          | Barbora Z. Strýcová  | 6-2, 6-1        | Tableau |
| 59 | 20/10/2014 | BNP Paribas WTA Finals, Singapour                      | Masters   | 6 500 000 $  | Dur (int.)      | Serena Williams      | Simona Halep         | 6-3, 6-0        | Tableau |
| 60 | 28/10/2014 | Garanti Koza WTA Tournament of Champions, Sofia        | Intern'l  | 750 000 $    | Dur (int.)      | Andrea Petkovic      | Flavia Pennetta      | 1-6, 6-4, 6-3   | Tableau |
| 61 | 27/10/2014 | Yinzhou Bank International Women's Tennis Open, Ningbo | WTA 125   | 125 000 $    | Dur (ext.)      | Magda Linette        | Wang Qiang           | 3-6, 7-5, 6-1   | Tableau |
| 62 | 03/11/2014 | OEC Taipei WTA Ladies Open, Taïwan                     | WTA 125   | 125 000 $    | Moquette (int.) | Vitalia Diatchenko   | Chan Yung-jan        | 1-6, 6-2, 6-4   | Tableau |
| 63 | 03/11/2014 | Open GDF Suez de Limoges, Limoges                      | WTA 125   | 125 000 $    | Dur (int.)      | Tereza Smitková      | Kristina Mladenovic  | 7-64, 7-5       | Tableau |

### Double
| No | Date       | Nom et lieu du tournoi                                | Catégorie | Dotation     | Surface         | Vainqueures                           | Finalistes                             | Score             |         |
| -- | ---------- | ----------------------------------------------------- | --------- | ------------ | --------------- | ------------------------------------- | -------------------------------------- | ----------------- | ------- |
| 1  | 29/12/2013 | Brisbane International Brisbane                       | Premier   | 1 000 000 $  | Dur (ext.)      | Alla Kudryavtseva Anastasia Rodionova | Kristina Mladenovic Galina Voskoboeva  | 6-3, 6-1          | Tableau |
| 2  | 30/12/2013 | ASB Classic Auckland                                  | Intern'l  | 250 000 $    | Dur (ext.)      | Sharon Fichman Maria Sanchez          | Lucie Hradecká Michaëlla Krajicek      | 2-6, 6-0, [10-4]  | Tableau |
| 3  | 30/12/2013 | Shenzhen Open Shenzhen                                | Intern'l  | 500 000 $    | Dur (ext.)      | Monica Niculescu Klára Zakopalová     | Lyudmyla Kichenok Nadiia Kichenok      | 6-3, 6-4          | Tableau |
| 4  | 05/01/2014 | Apia International Sydney Sydney                      | Premier   | 710 000 $    | Dur (ext.)      | Tímea Babos Lucie Šafářová            | Sara Errani Roberta Vinci              | 7-5, 3-6, [10-7]  | Tableau |
| 5  | 05/01/2014 | Hobart International Hobart                           | Intern'l  | 250 000 $    | Dur (ext.)      | Monica Niculescu Klára Zakopalová     | Lisa Raymond Zhang Shuai               | 6-2, 6-75, [10-8] | Tableau |
| 6  | 13/01/2014 | Australian Open Melbourne                             | G. Chelem | 13 615 654 $ | Dur (ext.)      | Sara Errani Roberta Vinci             | Ekaterina Makarova Elena Vesnina       | 6-4, 3-6, 7-5     | Tableau |
| 7  | 27/01/2014 | Open GDF Suez Paris                                   | Premier   | 710 000 $    | Dur (int.)      | Anna-Lena Grönefeld Květa Peschke     | Tímea Babos Kristina Mladenovic        | 6-77, 6-4, [10-5] | Tableau |
| 8  | 27/01/2014 | PTT Pattaya Open Pattaya                              | Intern'l  | 250 000 $    | Dur (ext.)      | Peng Shuai Zhang Shuai                | Alla Kudryavtseva Anastasia Rodionova  | 3-6, 7-65, [10-6] | Tableau |
| 9  | 10/02/2014 | Qatar Total Open 2014 Doha                            | Premier 5 | 2 440 070 $  | Dur (ext.)      | Hsieh Su-wei Peng Shuai               | Květa Peschke Katarina Srebotnik       | 6-4, 6-0          | Tableau |
| 10 | 17/02/2014 | Duty Free Tennis Championships Dubaï                  | Premier   | 2 000 000 $  | Dur (ext.)      | Alla Kudryavtseva Anastasia Rodionova | Raquel Kops-Jones Abigail Spears       | 6-2, 5-7, [10-8]  | Tableau |
| 11 | 17/02/2014 | Rio Open by Claro hdtv Rio de Janeiro                 | Intern'l  | 250 000 $    | Terre (ext.)    | Irina-Camelia Begu María Irigoyen     | Johanna Larsson Chanelle Scheepers     | 6-2, 6-0          | Tableau |
| 12 | 24/02/2014 | Abierto Mexicano Telcel Acapulco                      | Intern'l  | 250 000 $    | Dur (ext.)      | Kristina Mladenovic Galina Voskoboeva | Petra Cetkovská Iveta Melzer           | 6-3, 2-6, [10-5]  | Tableau |
| 13 | 24/02/2014 | Brasil Tennis Cup Florianópolis                       | Intern'l  | 250 000 $    | Dur (ext.)      | Anabel Medina Yaroslava Shvedova      | Francesca Schiavone Sílvia Soler       | 7-61, 2-6, [10-3] | Tableau |
| 14 | 03/03/2014 | BNP Paribas Open Indian Wells                         | PREMIER*  | 5 946 740 $  | Dur (ext.)      | Hsieh Su-wei Peng Shuai               | Cara Black Sania Mirza                 | 7-65, 6-2         | Tableau |
| 15 | 17/03/2014 | Sony Open Tennis Miami                                | PREMIER*  | 5 427 105 $  | Dur (ext.)      | Martina Hingis Sabine Lisicki         | Ekaterina Makarova Elena Vesnina       | 4-6, 6-4, [10-5]  | Tableau |
| 16 | 31/03/2014 | Family Circle Cup Charleston                          | Premier   | 710 000 $    | Terre (ext.)    | Anabel Medina Yaroslava Shvedova      | Chan Hao-ching Chan Yung-jan           | 7-64, 6-2         | Tableau |
| 17 | 31/03/2014 | Monterrey Open Monterrey                              | Intern'l  | 500 000 $    | Dur (ext.)      | Darija Jurak Megan Moulton-Levy       | Tímea Babos Olga Govortsova            | 7-65, 3-6, [11-9] | Tableau |
| 18 | 07/04/2014 | BNP Paribas Katowice Open Katowice                    | Intern'l  | 250 000 $    | Dur (int.)      | Yuliya Beygelzimer Olga Savchuk       | Klára Koukalová Monica Niculescu       | 6-4, 5-7, [10-7]  | Tableau |
| 19 | 07/04/2014 | Claro Open Colsanitas Bogota                          | Intern'l  | 250 000 $    | Terre (ext.)    | Lara Arruabarrena Caroline Garcia     | Vania King Chanelle Scheepers          | 7-65, 6-4         | Tableau |
| 20 | 14/04/2014 | BMW Malaysian Open Kuala Lumpur                       | Intern'l  | 250 000 $    | Dur (ext.)      | Tímea Babos Chan Hao-ching            | Chan Yung-jan Zheng Saisai             | 6-3, 6-4          | Tableau |
| 21 | 21/04/2014 | Porsche Tennis Grand Prix Stuttgart                   | Premier   | 710 000 $    | Terre (int.)    | Sara Errani Roberta Vinci             | Cara Black Sania Mirza                 | 6-2, 6-3          | Tableau |
| 22 | 21/04/2014 | GP Princesse Lalla Meryem Marrakech                   | Intern'l  | 250 000 $    | Terre (ext.)    | Garbiñe Muguruza Romina Oprandi       | Katarzyna Piter Maryna Zanevska        | 4-6, 6-2, [11-9]  | Tableau |
| 23 | 28/04/2014 | Portugal Open Oeiras                                  | Intern'l  | 250 000 $    | Terre (ext.)    | Cara Black Sania Mirza                | Eva Hrdinová Valeria Solovieva         | 6-4, 6-3          | Tableau |
| 24 | 05/05/2014 | Mutua Madrid Open Madrid                              | PREMIER*  | 4 236 425 $  | Terre (ext.)    | Sara Errani Roberta Vinci             | Garbiñe Muguruza Carla Suárez Navarro  | 6-4, 6-3          | Tableau |
| 25 | 12/05/2014 | Internazionali BNL d'Italia Rome                      | Premier 5 | 2 628 800 $  | Terre (ext.)    | Květa Peschke Katarina Srebotnik      | Sara Errani Roberta Vinci              | 4-0, ab.          | Tableau |
| 26 | 19/05/2014 | Internationaux de Strasbourg Strasbourg               | Intern'l  | 250 000 $    | Terre (ext.)    | Ashleigh Barty Casey Dellacqua        | Tatiana Búa Daniela Seguel             | 4-6, 7-5, [10-4]  | Tableau |
| 27 | 19/05/2014 | Nürnberger Versicherungscup Nuremberg                 | Intern'l  | 250 000 $    | Terre (ext.)    | Michaëlla Krajicek Karolína Plíšková  | Raluca Olaru Shahar Peer               | 6-0, 4-6, [10-6]  | Tableau |
| 28 | 25/05/2014 | Roland-Garros Paris                                   | G. Chelem | 15 598 998 $ | Terre (ext.)    | Hsieh Su-wei Peng Shuai               | Sara Errani Roberta Vinci              | 6-4, 6-1          | Tableau |
| 29 | 09/06/2014 | Aegon Classic Birmingham                              | Premier   | 710 000 $    | Gazon (ext.)    | Raquel Kops-Jones Abigail Spears      | Ashleigh Barty Casey Dellacqua         | 7-61, 6-1         | Tableau |
| 30 | 16/06/2014 | AEGON International Eastbourne                        | Premier   | 710 000 $    | Gazon (ext.)    | Chan Hao-ching Chan Yung-jan          | Martina Hingis Flavia Pennetta         | 6-3, 5-7, [10-7]  | Tableau |
| 31 | 15/06/2014 | Topshelf Open Bois-le-Duc                             | Intern'l  | 250 000 $    | Gazon (ext.)    | Marina Erakovic Arantxa Parra         | Michaëlla Krajicek Kristina Mladenovic | 0-6, 7-65, [10-8] | Tableau |
| 32 | 23/06/2014 | The Championships Wimbledon                           | G. Chelem | 18 575 979 $ | Gazon (ext.)    | Sara Errani Roberta Vinci             | Tímea Babos Kristina Mladenovic        | 6-1, 6-3          | Tableau |
| 33 | 07/07/2014 | BRD Bucharest Open Bucarest                           | Intern'l  | 250 000 $    | Terre (ext.)    | Elena Bogdan Alexandra Cadanțu        | Çağla Büyükakçay Karin Knapp           | 6-4, 3-6, [10-5]  | Tableau |
| 34 | 07/07/2014 | Nürnberger Gastein Ladies Bad Gastein                 | Intern'l  | 250 000 $    | Terre (ext.)    | Karolína Plíšková Kristýna Plíšková   | Andreja Klepač M. T. Torró Flor        | 4-6, 6-3, [10-6]  | Tableau |
| 35 | 14/07/2014 | Collector Swedish Open Båstad                         | Intern'l  | 250 000 $    | Terre (ext.)    | Andreja Klepač M. T. Torró Flor       | Jocelyn Rae Anna Smith                 | 6-1, 6-1          | Tableau |
| 36 | 14/07/2014 | TEB BNP Paribas Istanbul Cup Istanbul                 | Intern'l  | 250 000 $    | Dur (ext.)      | Misaki Doi Elina Svitolina            | Oksana Kalashnikova Paula Kania        | 6-4, 6-0          | Tableau |
| 37 | 21/07/2014 | Baku Cup Bakou                                        | Intern'l  | 250 000 $    | Dur (ext.)      | Alexandra Panova Heather Watson       | Raluca Olaru Shahar Peer               | 6-2, 7-63         | Tableau |
| 38 | 21/07/2014 | Zhonghong Jiangxi International Women's Open Nanchang | WTA 125   | 125 000 $    | Dur (ext.)      | Chuang Chia-jung Junri Namigata       | Chan Chin-wei Xu Yifan                 | 7-64, 6-3         | Tableau |
| 39 | 28/07/2014 | Bank of the West Classic Stanford                     | Premier   | 710 000 $    | Dur (ext.)      | Garbiñe Muguruza Carla Suárez Navarro | Paula Kania Kateřina Siniaková         | 6-2, 4-6, [10-5]  | Tableau |
| 40 | 28/07/2014 | Citi Open Washington                                  | Intern'l  | 250 000 $    | Dur (ext.)      | Shuko Aoyama Gabriela Dabrowski       | Hiroko Kuwata Kurumi Nara              | 6-1, 6-2          | Tableau |
| 41 | 04/08/2014 | Coupe Rogers Montréal                                 | Premier 5 | 2 440 070 $  | Dur (ext.)      | Sara Errani Roberta Vinci             | Cara Black Sania Mirza                 | 7-64, 6-3         | Tableau |
| 42 | 11/08/2014 | Western & Southern Open Cincinnati                    | Premier 5 | 2 567 000 $  | Dur (ext.)      | Raquel Kops-Jones Abigail Spears      | Tímea Babos Kristina Mladenovic        | 6-1, 2-0, ab.     | Tableau |
| 43 | 18/08/2014 | Connecticut Open New Haven                            | Premier   | 710 000 $    | Dur (ext.)      | Andreja Klepač Sílvia Soler           | Marina Erakovic Arantxa Parra          | 7-5, 4-6, [10-7]  | Tableau |
| 44 | 25/08/2014 | US Open Flushing Meadows                              | G. Chelem | 18 102 000 $ | Dur (ext.)      | Ekaterina Makarova Elena Vesnina      | Martina Hingis Flavia Pennetta         | 2-6, 6-3, 6-2     | Tableau |
| 45 | 01/09/2014 | Huangcangyu WTA Suzhou Ladies Open Suzhou             | WTA 125   | 125 000 $    | Dur (ext.)      | Chan Chin-wei Chuang Chia-jung        | Misa Eguchi Eri Hozumi                 | 6-1, 3-6, [10-7]  | Tableau |
| 46 | 08/09/2014 | Prudential Hong Kong Tennis Open Hong Kong            | Intern'l  | 250 000 $    | Dur (ext.)      | Karolína Plíšková Kristýna Plíšková   | Patricia Mayr Arina Rodionova          | 6-2, 2-6, [12-10] | Tableau |
| 47 | 08/09/2014 | Tashkent Open Tachkent                                | Intern'l  | 250 000 $    | Dur (ext.)      | Aleksandra Krunić Kateřina Siniaková  | Margarita Gasparyan Alexandra Panova   | 6-2, 6-1          | Tableau |
| 48 | 08/09/2014 | Coupe Banque Nationale Québec                         | Intern'l  | 250 000 $    | Moquette (int.) | Lucie Hradecká Mirjana Lučić-Baroni   | Julia Görges Andrea Hlaváčková         | 6-3, 7-68         | Tableau |
| 49 | 15/09/2014 | Toray Pan Pacific Open Tokyo                          | Premier   | 1 000 000 $  | Dur (ext.)      | Cara Black Sania Mirza                | Garbiñe Muguruza Carla Suárez Navarro  | 6-2, 7-5          | Tableau |
| 50 | 15/09/2014 | KIA Korea Open Séoul                                  | Intern'l  | 500 000 $    | Dur (ext.)      | Lara Arruabarrena Irina-Camelia Begu  | Mona Barthel Mandy Minella             | 6-3, 6-3          | Tableau |
| 51 | 15/09/2014 | International Women's Open Guangzhou                  | Intern'l  | 500 000 $    | Dur (ext.)      | Chuang Chia-jung Liang Chen           | Alizé Cornet Magda Linette             | 2-6, 7-63, [10-7] | Tableau |
| 52 | 21/09/2014 | Dongfeng Motor Wuhan Open Wuhan                       | Premier 5 | 2 440 070 $  | Dur (ext.)      | Martina Hingis Flavia Pennetta        | Cara Black Caroline Garcia             | 6-4, 5-7, [12-10] | Tableau |
| 53 | 27/09/2014 | China Open Pékin                                      | PREMIER*  | 5 427 105 $  | Dur (ext.)      | Andrea Hlaváčková Peng Shuai          | Cara Black Sania Mirza                 | 6-4, 6-4          | Tableau |
| 54 | 06/10/2014 | Generali Ladies Linz                                  | Intern'l  | 250 000 $    | Dur (int.)      | Raluca Olaru Anna Tatishvili          | Annika Beck Caroline Garcia            | 6-2, 6-1          | Tableau |
| 55 | 06/10/2014 | Japan Women's Open Tennis Osaka                       | Intern'l  | 250 000 $    | Dur (ext.)      | Shuko Aoyama Renata Voráčová          | Lara Arruabarrena Tatjana Maria        | 6-1, 6-2          | Tableau |
| 56 | 06/10/2014 | Tianjin Open Tianjin                                  | Intern'l  | 250 000 $    | Dur (ext.)      | Alla Kudryavtseva Anastasia Rodionova | Sorana Cîrstea Andreja Klepač          | 6-76, 6-2, [10-8] | Tableau |
| 57 | 13/10/2014 | Kremlin Cup by Bank of Moscow Moscou                  | Premier   | 710 000 $    | Dur (int.)      | Martina Hingis Flavia Pennetta        | Caroline Garcia Arantxa Parra          | 6-3, 7-5          | Tableau |
| 58 | 13/10/2014 | BGL BNP Paribas Open Luxembourg                       | Intern'l  | 250 000 $    | Dur (int.)      | Timea Bacsinszky Kristina Barrois     | Lucie Hradecká Barbora Krejčíková      | 3-6, 6-4, [10-4]  | Tableau |
| 59 | 20/10/2014 | BNP Paribas WTA Finals Singapour                      | Masters   | 6 500 000 $  | Dur (int.)      | Cara Black Sania Mirza                | Hsieh Su-wei Peng Shuai                | 6-1, 6-0          | Tableau |
| 60 | 27/10/2014 | Yinzhou Bank International Women's Tennis Open Ningbo | WTA 125   | 125 000 $    | Dur (ext.)      | Arina Rodionova Olga Savchuk          | Han Xinyun Zhang Kailin                | 4-6, 7-62, [10-6] | Tableau |
| 61 | 03/11/2014 | OEC Taipei WTA Ladies Open Taïwan                     | WTA 125   | 125 000 $    | Moquette (int.) | Chan Hao-ching Chan Yung-jan          | Chang Kai-chen Chuang Chia-jung        | 6-4, 6-3          | Tableau |
| 62 | 03/11/2014 | Open GDF Suez de Limoges Limoges                      | WTA 125   | 125 000 $    | Dur (int.)      | Kateřina Siniaková Renata Voráčová    | Tímea Babos Kristina Mladenovic        | 2-6, 6-2, [10-5]  | Tableau |

### Double mixte
| No | Date       | Nom et lieu du tournoi        | Catégorie | Dotation     | Surface      | Vainqueures                           | Finalistes                          | Score            |         |
| -- | ---------- | ----------------------------- | --------- | ------------ | ------------ | ------------------------------------- | ----------------------------------- | ---------------- | ------- |
| 1  | 28/12/2013 | Hyundai Hopman Cup XXVI Perth | ITF       | 1 000 000 $  | Dur (int.)   | Alizé Cornet Jo-Wilfried Tsonga       | Agnieszka Radwańska Grzegorz Panfil | 2 matchs à 1     | Tableau |
| 2  | 13/01/2014 | Australian Open Melbourne     | G. Chelem | 13 615 654 $ | Dur (ext.)   | Kristina Mladenovic Daniel Nestor     | Sania Mirza Horia Tecău             | 6-3, 6-2         | Tableau |
| 3  | 25/05/2014 | Roland-Garros Paris           | G. Chelem | 15 598 998 $ | Terre (ext.) | Anna-Lena Grönefeld Jean-Julien Rojer | Julia Görges Nenad Zimonjić         | 4-6, 6-2, [10-7] | Tableau |
| 4  | 23/06/2014 | The Championships Wimbledon   | G. Chelem | 18 575 979 $ | Gazon (ext.) | Samantha Stosur Nenad Zimonjić        | Chan Hao-ching Max Mirnyi           | 6-4, 6-2         | Tableau |
| 5  | 25/08/2014 | US Open Flushing Meadows      | G. Chelem | 18 102 000 $ | Dur (ext.)   | Sania Mirza Bruno Soares              | Abigail Spears Santiago González    | 6-1, 2-6, [11-9] | Tableau |

## Classements de fin de saison
| Rang | Joueuse              |
| ---- | -------------------- |
| 1    | Serena Williams      |
| 2    | Maria Sharapova      |
| 3    | Simona Halep         |
| 4    | Petra Kvitová        |
| 5    | Ana Ivanović         |
| 6    | Agnieszka Radwańska  |
| 7    | Eugenie Bouchard     |
| 8    | Caroline Wozniacki   |
| 9    | Li Na                |
| 10   | Angelique Kerber     |
| 11   | Dominika Cibulková   |
| 12   | Ekaterina Makarova   |
| 13   | Flavia Pennetta      |
| 14   | Andrea Petkovic      |
| 15   | Sara Errani          |
| 16   | Jelena Janković      |
| 17   | Lucie Šafářová       |
| 18   | Carla Suárez Navarro |
| 19   | Venus Williams       |
| 20   | Alizé Cornet         |

| Rang | Joueuse              |
| ---- | -------------------- |
| 1    | Sara Errani          |
| 1    | Roberta Vinci        |
| 3    | Peng Shuai           |
| 4    | Cara Black           |
| 5    | Hsieh Su-wei         |
| 6    | Sania Mirza          |
| 7    | Elena Vesnina        |
| 7    | Ekaterina Makarova   |
| 9    | Květa Peschke        |
| 10   | Katarina Srebotnik   |
| 11   | Martina Hingis       |
| 12   | Raquel Kops-Jones    |
| 12   | Abigail Spears       |
| 14   | Flavia Pennetta      |
| 15   | Garbiñe Muguruza     |
| 16   | Andrea Hlaváčková    |
| 17   | Kristina Mladenovic  |
| 18   | Alla Kudryavtseva    |
| 18   | Anastasia Rodionova  |
| 20   | Carla Suárez Navarro |

## Fed Cup
La finale de la Fed Cup 2014 se joue à Prague et oppose la République tchèque à l'Allemagne. L'équipe tchèque, emmenée notamment par Petra Kvitová, tente de reconquérir le trophée pour la 3e fois en 4 ans (après ses succès en 2011 et 2012) alors que l'Allemagne retrouve la finale pour la première fois depuis son dernier succès en 1992, dont la capitaine actuelle Barbara Rittner faisait partie.
| | République tchèque | 3                                  | -   | 1    | Allemagne |  |  |
| --- | ------------------ | ---------------------------------- | --- | ---- | --------- |  |  |
| O2 Arena, Prague, République tchèque |                    |                                    |     |      |           |  |  |
| du 8 au 9 novembre 2014 sur dur (int.) |                    |                                    |     |      |           |  |  |
| \| 1 \| \| Petra Kvitová \| 6 \| 6 \| \| \| \| \| 1 \| \| Andrea Petkovic \| 2 \| 4 \| \| \| \| \| 2 \| \| Lucie Šafářová \| 6 \| 6 \| \| \| \| \| 2 \| \| Angelique Kerber \| 4 \| 4 \| \| \| \| \| 3 \| \| Petra Kvitová \| 7 \| 4 \| 6 \| \| \| \| 3 \| \| Angelique Kerber \| 65 \| 6 \| 4 \| \| \| \| \| \| \| \| \| \| \| \| \| 4 \| \| Lucie Šafářová \| Non \| joué \| \| \| \| \| 4 \| Andrea Petkovic \| \| \| \| \| \| \| \| \| \| \| \| \| \| \| \| \| 5 \| \| Andrea Hlaváčková - Lucie Hradecká \| 4 \| 3 \| \| \| \| \| 5 \| \| Julia Görges - Sabine Lisicki \| 6 \| 6 \| \| \| \| \| \| \| \| \| \| \| \| \| |                    |                                    |     |      |           |  |  |
| 1 |                    | Petra Kvitová                      | 6   | 6    |           |  |  |
| 1 |                    | Andrea Petkovic                    | 2   | 4    |           |  |  |
| 2 |                    | Lucie Šafářová                     | 6   | 6    |           |  |  |
| 2 |                    | Angelique Kerber                   | 4   | 4    |           |  |  |
| 3 |                    | Petra Kvitová                      | 7   | 4    | 6         |  |  |
| 3 |                    | Angelique Kerber                   | 65  | 6    | 4         |  |  |
| |                    |                                    |     |      |           |  |  |
| 4 |                    | Lucie Šafářová                     | Non | joué |           |  |  |
| 4 | Andrea Petkovic    |                                    |     |      |           |  |  |
| |                    |                                    |     |      |           |  |  |
| 5 |                    | Andrea Hlaváčková - Lucie Hradecká | 4   | 3    |           |  |  |
| 5 |                    | Julia Görges - Sabine Lisicki      | 6   | 6    |           |  |  |
| |                    |                                    |     |      |           |  |  |

| 1 |                 | Petra Kvitová                      | 6   | 6    |   |  |  |
| 1 |                 | Andrea Petkovic                    | 2   | 4    |   |  |  |
| 2 |                 | Lucie Šafářová                     | 6   | 6    |   |  |  |
| 2 |                 | Angelique Kerber                   | 4   | 4    |   |  |  |
| 3 |                 | Petra Kvitová                      | 7   | 4    | 6 |  |  |
| 3 |                 | Angelique Kerber                   | 65  | 6    | 4 |  |  |
|   |                 |                                    |     |      |   |  |  |
| 4 |                 | Lucie Šafářová                     | Non | joué |   |  |  |
| 4 | Andrea Petkovic |                                    |     |      |   |  |  |
|   |                 |                                    |     |      |   |  |  |
| 5 |                 | Andrea Hlaváčková - Lucie Hradecká | 4   | 3    |   |  |  |
| 5 |                 | Julia Görges - Sabine Lisicki      | 6   | 6    |   |  |  |
|   |                 |                                    |     |      |   |  |  |

## Informations statistiques

### En simple
| Joueuse                  | Nombre | Titres                                                        |
| ------------------------ | ------ | ------------------------------------------------------------- |
| Serena Williams          | 7      | Brisbane, Miami, Rome, Stanford, Cincinnati, US Open, Masters |
| Ana Ivanović             | 4      | Auckland, Monterrey, Birmingham, Tokyo                        |
| Maria Sharapova          | 4      | Stuttgart, Madrid, Roland-Garros, Pékin                       |
| Petra Kvitová            | 3      | Wimbledon, New Haven, Wuhan                                   |
| Andrea Petkovic          | 3      | Charleston, Bad Gastein, Sofia                                |
| Simona Halep             | 2      | Doha, Bucarest                                                |
| Li Na                    | 2      | Shenzhen, Australian Open                                     |
| Anastasia Pavlyuchenkova | 2      | Paris, Moscou                                                 |
| Karolína Plíšková        | 2      | Séoul, Linz                                                   |
| Mona Barthel             | 1      | Båstad                                                        |
| Annika Beck              | 1      | Luxembourg                                                    |
| Eugenie Bouchard         | 1      | Nuremberg                                                     |
| Dominika Cibulková       | 1      | Acapulco                                                      |
| Alizé Cornet             | 1      | Katowice                                                      |
| Vitalia Diatchenko       | 1      | Taïwan                                                        |
| Anna-Lena Friedsam       | 1      | Suzhou                                                        |
| Caroline Garcia          | 1      | Bogota                                                        |
| Madison Keys             | 1      | Eastbourne                                                    |
| Karin Knapp              | 1      | Tachkent                                                      |
| Svetlana Kuznetsova      | 1      | Washington                                                    |
| Magda Linette            | 1      | Ningbo                                                        |
| Sabine Lisicki           | 1      | Hong Kong                                                     |
| Mirjana Lučić            | 1      | Québec                                                        |
| Ekaterina Makarova       | 1      | Pattaya                                                       |
| Garbiñe Muguruza         | 1      | Hobart                                                        |
| Kurumi Nara              | 1      | Rio de Janeiro                                                |
| Monica Niculescu         | 1      | Guangzhou                                                     |
| Peng Shuai               | 1      | Nanchang                                                      |
| Flavia Pennetta          | 1      | Indian Wells                                                  |
| Tsvetana Pironkova       | 1      | Sydney                                                        |
| Mónica Puig              | 1      | Strasbourg                                                    |
| Agnieszka Radwańska      | 1      | Montréal                                                      |
| Alison Riske             | 1      | Tianjin                                                       |
| Tereza Smitková          | 1      | Limoges                                                       |
| Samantha Stosur          | 1      | Osaka                                                         |
| Carla Suárez Navarro     | 1      | Estoril                                                       |
| Elina Svitolina          | 1      | Bakou                                                         |
| María Teresa Torró Flor  | 1      | Marrakech                                                     |
| Coco Vandeweghe          | 1      | Bois-le-Duc                                                   |
| Donna Vekić              | 1      | Kuala Lumpur                                                  |
| Venus Williams           | 1      | Dubaï                                                         |
| Caroline Wozniacki       | 1      | Istanbul                                                      |
| Klára Zakopalová         | 1      | Florianopolis                                                 |

| Joueuse                 | Début de carrière | Premier tournoi |
| ----------------------- | ----------------- | --------------- |
| Annika Beck             | 2009              | Luxembourg      |
| Eugenie Bouchard        | 2009              | Nuremberg       |
| Vitalia Diatchenko      | 2007              | Taïwan          |
| Anna-Lena Friedsam      | 2011              | Suzhou          |
| Caroline Garcia         | 2008              | Bogota          |
| Madison Keys            | 2009              | Eastbourne      |
| Karin Knapp             | 2003              | Tachkent        |
| Magda Linette           | 2008              | Ningbo          |
| Garbiñe Muguruza        | 2011              | Hobart          |
| Kurumi Nara             | 2006              | Rio de Janeiro  |
| Peng Shuai              | 2001              | Nanchang        |
| Tsvetana Pironkova      | 2002              | Sydney          |
| Mónica Puig             | 2010              | Strasbourg      |
| Alison Riske            | 2007              | Tianjin         |
| Tereza Smitková         | 2012              | Limoges         |
| Carla Suárez Navarro    | 2003              | Estoril         |
| María Teresa Torró Flor | 2006              | Marrakech       |
| Coco Vandeweghe         | 2006              | Bois-le-Duc     |
| Donna Vekić             | 2010              | Kuala Lumpur    |

| Pays       | Nombre | Titres                                                                                                 |
| ---------- | ------ | --- |
| États-Unis | 11     | Brisbane, Dubaï, Miami, Rome, Bois-le-Duc, Eastbourne, Stanford, Cincinnati, US Open, Tianjin, Masters |
| Russie     | 9      | Paris, Pattaya, Stuttgart, Madrid, Roland-Garros, Washington, Pékin, Moscou, Taïwan                    |
| Allemagne  | 7      | Charleston, Bad Gastein, Båstad, Suzhou, Hong Kong, Luxembourg, Sofia                                  |
| Tchéquie   | 7      | Florianopolis, Wimbledon, New Haven, Séoul, Wuhan, Linz, Limoges                                       |
| Serbie     | 4      | Auckland, Monterrey, Birmingham, Tokyo                                                                 |
| Chine      | 3      | Shenzhen, Australian Open, Nanchang                                                                    |
| Espagne    | 3      | Hobart, Marrakech, Estoril                                                                             |
| Roumanie   | 3      | Doha, Bucarest, Guangzhou                                                                              |
| Croatie    | 2      | Kuala Lumpur, Québec                                                                                   |
| France     | 2      | Katowice, Bogota                                                                                       |
| Italie     | 2      | Indian Wells, Tachkent                                                                                 |
| Pologne    | 2      | Montréal, Ningbo                                                                                       |
| Australie  | 1      | Osaka                                                                                                  |
| Bulgarie   | 1      | Sydney                                                                                                 |
| Canada     | 1      | Nuremberg                                                                                              |
| Danemark   | 1      | Istanbul                                                                                               |
| Japon      | 1      | Rio de Janeiro                                                                                         |
| Porto Rico | 1      | Strasbourg                                                                                             |
| Slovaquie  | 1      | Acapulco                                                                                               |
| Ukraine    | 1      | Bakou                                                                                                  |

### En double
| Joueuse                 | Nombre | Titres                                                  |
| ----------------------- | ------ | ------------------------------------------------------- |
| Sara Errani             | 5      | Australian Open, Stuttgart, Madrid, Wimbledon, Montréal |
| Roberta Vinci           | 5      | Australian Open, Stuttgart, Madrid, Wimbledon, Montréal |
| Peng Shuai              | 5      | Pattaya, Doha, Indian Wells, Roland-Garros, Pékin       |
| Cara Black              | 3      | Estoril, Tokyo, Masters                                 |
| Chan Hao-ching          | 3      | Kuala Lumpur, Eastbourne, Taïwan                        |
| Chuang Chia-jung        | 3      | Nanchang, Suzhou, Guangzhou                             |
| Martina Hingis          | 3      | Miami, Wuhan, Moscou                                    |
| Hsieh Su-wei            | 3      | Doha, Indian Wells, Roland-Garros                       |
| Alla Kudryavtseva       | 3      | Brisbane, Dubaï, Tianjin                                |
| Sania Mirza             | 3      | Estoril, Tokyo, Masters                                 |
| Karolína Plíšková       | 3      | Nuremberg, Bad Gastein, Hong Kong                       |
| Anastasia Rodionova     | 3      | Brisbane, Dubaï, Tianjin                                |
| Shuko Aoyama            | 2      | Washington, Osaka                                       |
| Lara Arruabarrena       | 2      | Bogota, Séoul                                           |
| Tímea Babos             | 2      | Sydney, Kuala Lumpur                                    |
| Irina-Camelia Begu      | 2      | Rio de Janeiro, Séoul                                   |
| Chan Yung-jan           | 2      | Eastbourne, Taïwan                                      |
| Andreja Klepač          | 2      | Båstad, New Haven                                       |
| Raquel Kops-Jones       | 2      | Birmingham, Cincinnati                                  |
| Anabel Medina Garrigues | 2      | Florianopolis, Charleston                               |
| Garbiñe Muguruza        | 2      | Marrakech, Stanford                                     |
| Monica Niculescu        | 2      | Shenzhen, Hobart                                        |
| Flavia Pennetta         | 2      | Wuhan, Moscou                                           |
| Květa Peschke           | 2      | Paris, Rome                                             |
| Kristýna Plíšková       | 2      | Bad Gastein, Hong Kong                                  |
| Olga Savchuk            | 2      | Katowice, Ningbo                                        |
| Yaroslava Shvedova      | 2      | Florianopolis, Charleston                               |
| Kateřina Siniaková      | 2      | Tachkent, Limoges                                       |
| Abigail Spears          | 2      | Birmingham, Cincinnati                                  |
| Renata Voráčová         | 2      | Osaka, Limoges                                          |
| Klára Zakopalová        | 2      | Shenzhen, Hobart                                        |

| Joueuse               | Début de carrière | Premier tournoi |
| --------------------- | ----------------- | --------------- |
| Kristina Barrois      | 2004              | Luxembourg      |
| Elena Bogdan          | 2007              | Bucarest        |
| Alexandra Cadanțu     | 2006              | Bucarest        |
| Gabriela Dabrowski    | 2007              | Washington      |
| Sharon Fichman        | 2009              | Auckland        |
| María Irigoyen        | 2005              | Rio de Janeiro  |
| Darija Jurak          | 2000              | Monterrey       |
| Aleksandra Krunić     | 2008              | Tachkent        |
| Liang Chen            | 2005              | Guangzhou       |
| Megan Moulton-Levy    | 2008              | Monterrey       |
| Junri Namigata        | 2000              | Nanchang        |
| Romina Oprandi        | 2005              | Marrakech       |
| Arina Rodionova       | 2004              | Ningbo          |
| Maria Sanchez         | 2011              | Auckland        |
| Kateřina Siniaková    | 2012              | Tachkent        |
| Silvia Soler-Espinosa | 2003              | New Haven       |
| Carla Suárez Navarro  | 2004              | Stanford        |
| Elina Svitolina       | 2010              | Istanbul        |
| Anna Tatishvili       | 2005              | Linz            |

| Pays             | Nombre | Titres |
| ---------------- | ------ | --- |
| Tchéquie         | 13     | Shenzhen, Sydney, Hobart, Paris, Rome, Nuremberg, Bad Gastein, Tachkent, Hong Kong, Québec, Pékin, Osaka, Limoges |
| Espagne          | 9      | Florianopolis, Charleston, Bogota, Marrakech, Bois-le-Duc, Båstad, Stanford, New Haven, Séoul                     |
| Taipei chinois   | 9      | Doha, Indian Wells, Kuala Lumpur, Roland-Garros, Eastbourne, Nanchang, Suzhou, Guangzhou, Taïwan                  |
| Italie           | 7      | Australian Open, Stuttgart, Madrid, Wimbledon, Montréal, Wuhan, Moscou                                            |
| Chine            | 6      | Pattaya, Doha, Indian Wells, Roland-Garros, Guangzhou, Pékin                                                      |
| Roumanie         | 6      | Shenzhen, Hobart, Rio de Janeiro, Bucarest, Séoul, Linz                                                           |
| Australie        | 5      | Brisbane, Dubaï, Strasbourg, Tianjin, Ningbo                                                                      |
| États-Unis       | 5      | Auckland, Monterrey, Birmingham, Cincinnati, Linz                                                                 |
| Russie           | 5      | Brisbane, Dubaï, Bakou, US Open, Tianjin                                                                          |
| Suisse           | 5      | Miami, Marrakech, Wuhan, Moscou, Luxembourg                                                                       |
| Japon            | 4      | Istanbul, Nanchang, Washington, Osaka                                                                             |
| Allemagne        | 3      | Paris, Miami, Luxembourg                                                                                          |
| Inde             | 3      | Estoril, Tokyo, Masters                                                                                           |
| Kazakhstan       | 3      | Acapulco, Florianopolis, Charleston                                                                               |
| Slovénie         | 3      | Rome, Båstad, New Haven                                                                                           |
| Ukraine          | 3      | Katowice, Istanbul, Ningbo                                                                                        |
| Zimbabwe         | 3      | Estoril, Tokyo, Masters                                                                                           |
| Canada           | 2      | Auckland, Washington                                                                                              |
| Croatie          | 2      | Monterrey, Québec                                                                                                 |
| France           | 2      | Acapulco, Bogota                                                                                                  |
| Hongrie          | 2      | Sydney, Kuala Lumpur                                                                                              |
| Argentine        | 1      | Rio de Janeiro |
| Nouvelle-Zélande | 1      | Bois-le-Duc |
| Pays-Bas         | 1      | Nuremberg |
| Royaume-Uni      | 1      | Bakou |
| Serbie           | 1      | Tachkent |

Note : Un titre remporté par une paire du même pays ne fait qu'un titre.

## Principaux retraits du circuit
- Elena Baltacha (décédée)[3]
- Kristina Barrois
- Iveta Benešová
- Catalina Castaño
- Stéphanie Dubois
- Anne Kremer
- Li Na
- María José Martínez Sánchez
- Yvonne Meusburger
- Dinara Safina
- Meghann Shaughnessy